# Jeszenszky Dániel
Kisjeszeni Jeszenszky Dániel (latinul Daniel Jessenius) (Kisjeszen, 1679–?) evangélikus lelkész, a bölcselet mesterre, latin, német és cseh nyelven író császári költő.

## Élete
A Turóc vármegyei Kisjeszenben született. Először Necpálon és Besztercebányán tanult, majd 1701. szeptember 30-ától a wittenbergi egyetemen tanult teológiát, ahol a magister és poeta laureatus címeket érdemelte ki. Később Drezdában különféle hivatalokat viselt. Több alkalmi költeménye jelent meg. I. Leopold császár császári koszorús költő címmel tüntette ki. A wittenbergi könyvtárban több latin nyelvű verses művét őrzik. Könyveit is a wittenbergi egyetemre hagyta, ahol "arcképe is fölfüggesztett". Külföldön élt és ott is halt meg.

## Munkái
- Rosetum Poëticum sen Hortus Susannae verae Cartistatis rosae nunquam corrosae…, 1699
- Hungarico-Austrico-Moravo-Bohemico Saxonicum ... Itinerarium, quo casus, qui, dum ex Montanis Hungariae, Saxosa Germaniae salutaret, evenere ... (verses útleírás, melyben Magyarországról Szászországba való utazását örökítette meg), Wittenberg, 1701.
- Colossus Anagramaticus e nominibus virorum Acadimae Wittembergentis, Wittenberg, 1703.
- Viro ... Samueli Coryli ... pietatem testaturus, Wittenberg, 1703.
- Viro Christiano Pescheckio ..., Drezda, 1708.

## További irodalom
- Weszprémi, Succincta Med. Biogr. Cent. Alt. P. I. 109.
- Horányi, Memoria II. 212. Bartholomaeides, Memoriae Ungarorum 199.
- Schaffarik, Geschichte der slav. Sprache und Literatur 392.
- Oesterr. National-Encyclopaedie III. 40. l.
- Szabó Károly, Régi M. Könyvtár III. 2. rész